# Victor Bergman

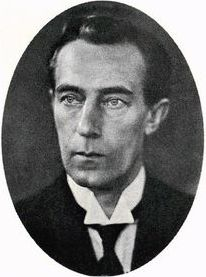
Victor Bergman.

Victor Bergman, född 7 november 1883 i Sunne församling, Värmlands län, död 15 september 1963 i Göteborg, var en svensk väg- och vattenbyggnadsingenjör.
Bergman, som var son till disponent Adolf Bergman och Leontine Bellander, avlade studentexamen i Gävle 1904 och utexaminerades från Kungliga Tekniska högskolan 1910. Han var biträdande ingenjör vid Statens Järnvägar 1911, vid nedre norra väg- och vattenbyggnadsdistriktet 1912–1916, vid Ostkustbanan 1916–1917, vid gatu- och vägförvaltningen i Göteborgs stad 1917–1919, vid Göteborgs stadsingenjörskontor 1919–1922, registrator där 1922–1929 och förste ingenjör vid stadsingenjörskontoret i Göteborg från 1929. Bergman är begravd på Örgryte nya kyrkogård.